# Gibsonöknen

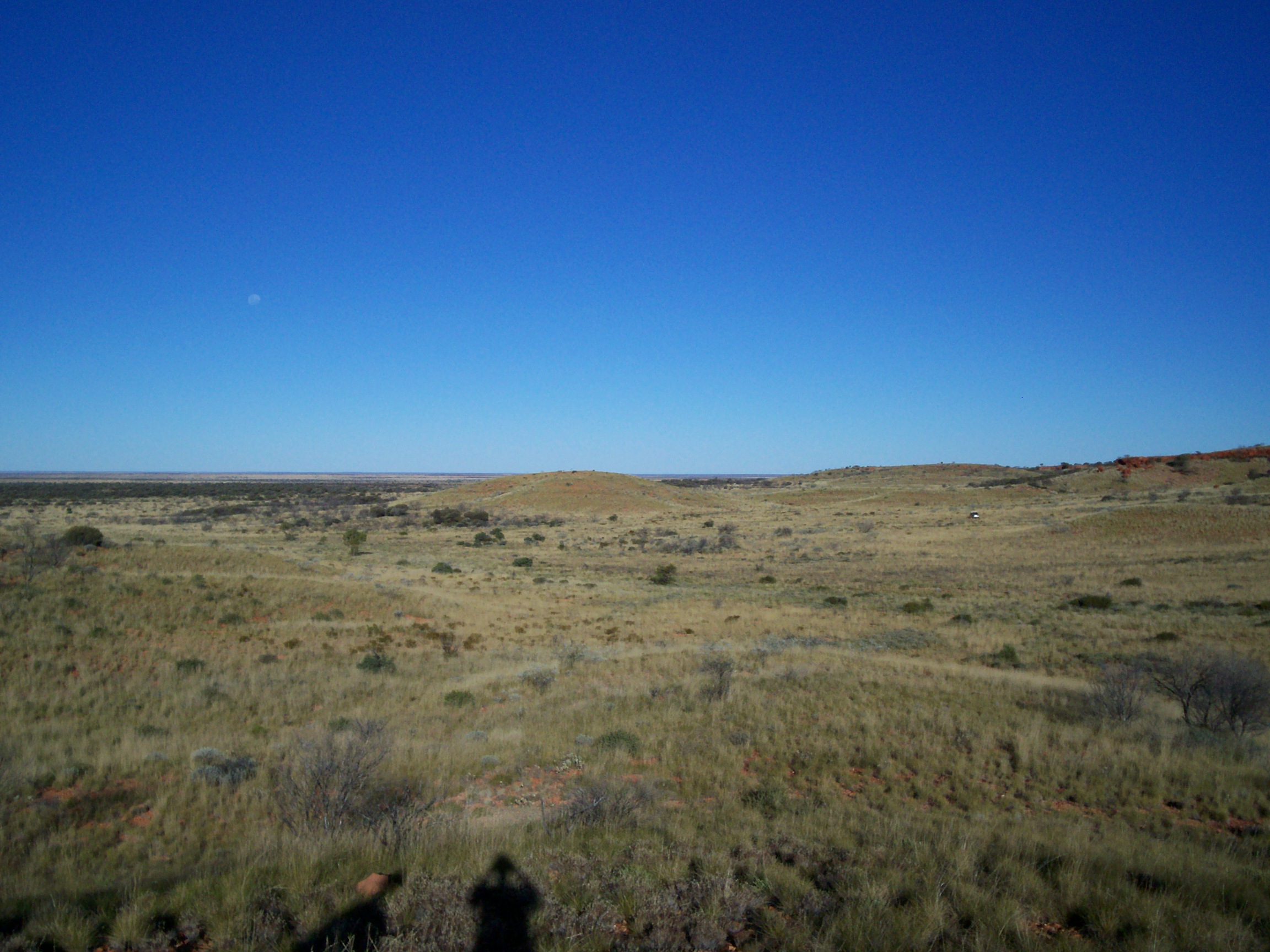
Typisk vy över Gibsonöknen

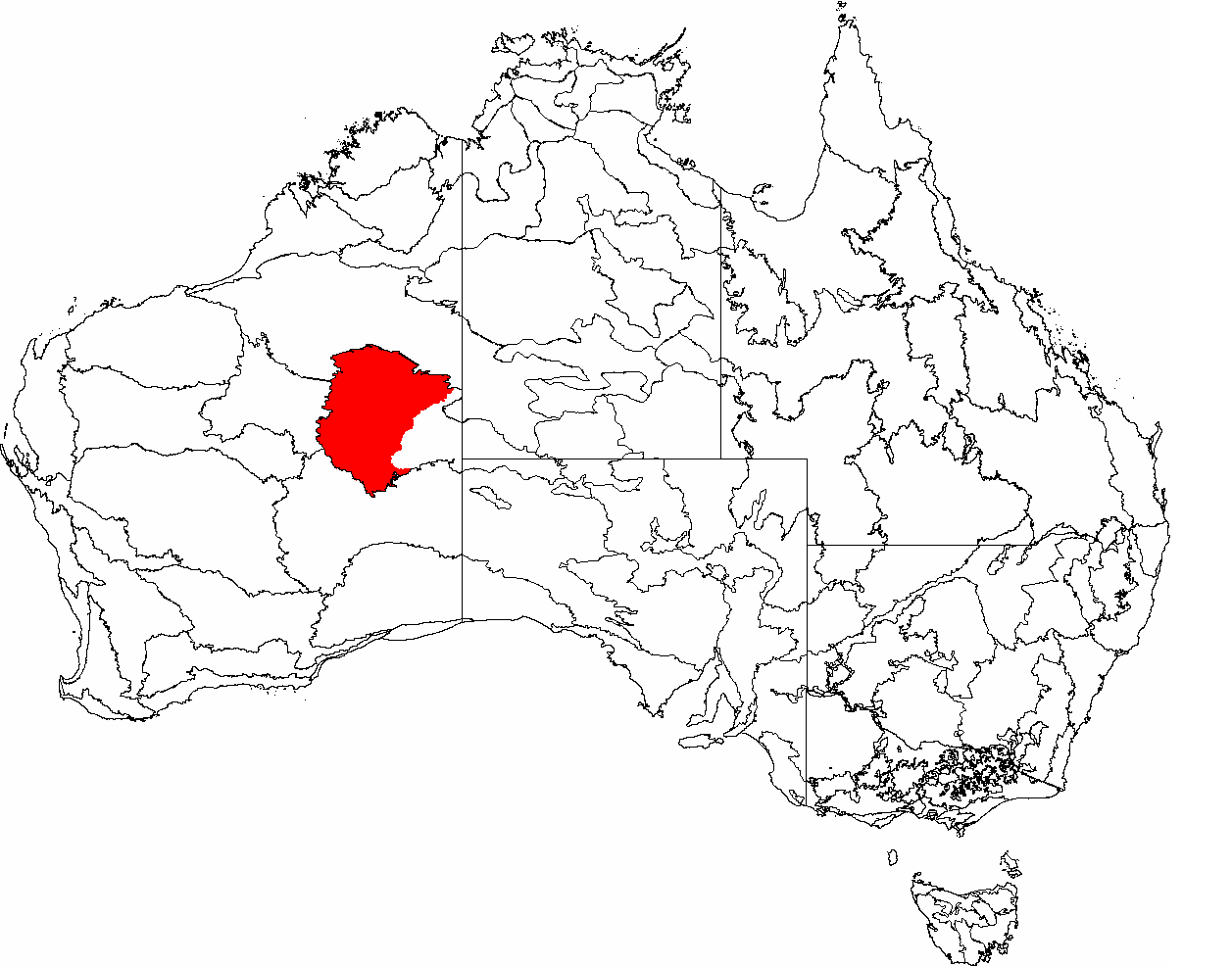
Gibsonöknens läge i Australien

Gibsonöknen ligger i Western Australia. Den är 155 000 kvadratkilometer och är den femte största öknen i Australien. Större är Stora Sandöknen, Stora Victoriaöknen, Tanamiöknen och Simpsonöknen. Gibsonöknen ligger söder om Stora Sandöknen och norr om Stora Victoriaöknen.
Gibsonöknen har fått sitt namn efter upptäcktsresanden Alfred Gibson, som avled här under en expedition ledd av Ernest Giles 1874.